# Петер Крістен Асб'єрнсен
Петер Крістен Асб'єрнсен (норв. Peter Christen Asbjørnsen; 15 січня 1812 — 6 січня 1885) — норвезький письменник і науковець.
Разом із Єрґеном Му збирав норвезький фольклор. Ці два автори були настільки поєднані у своїй літературній праці, що їхні збірки казок зазвичай були підписані просто «Асб'єрнсен та Му».

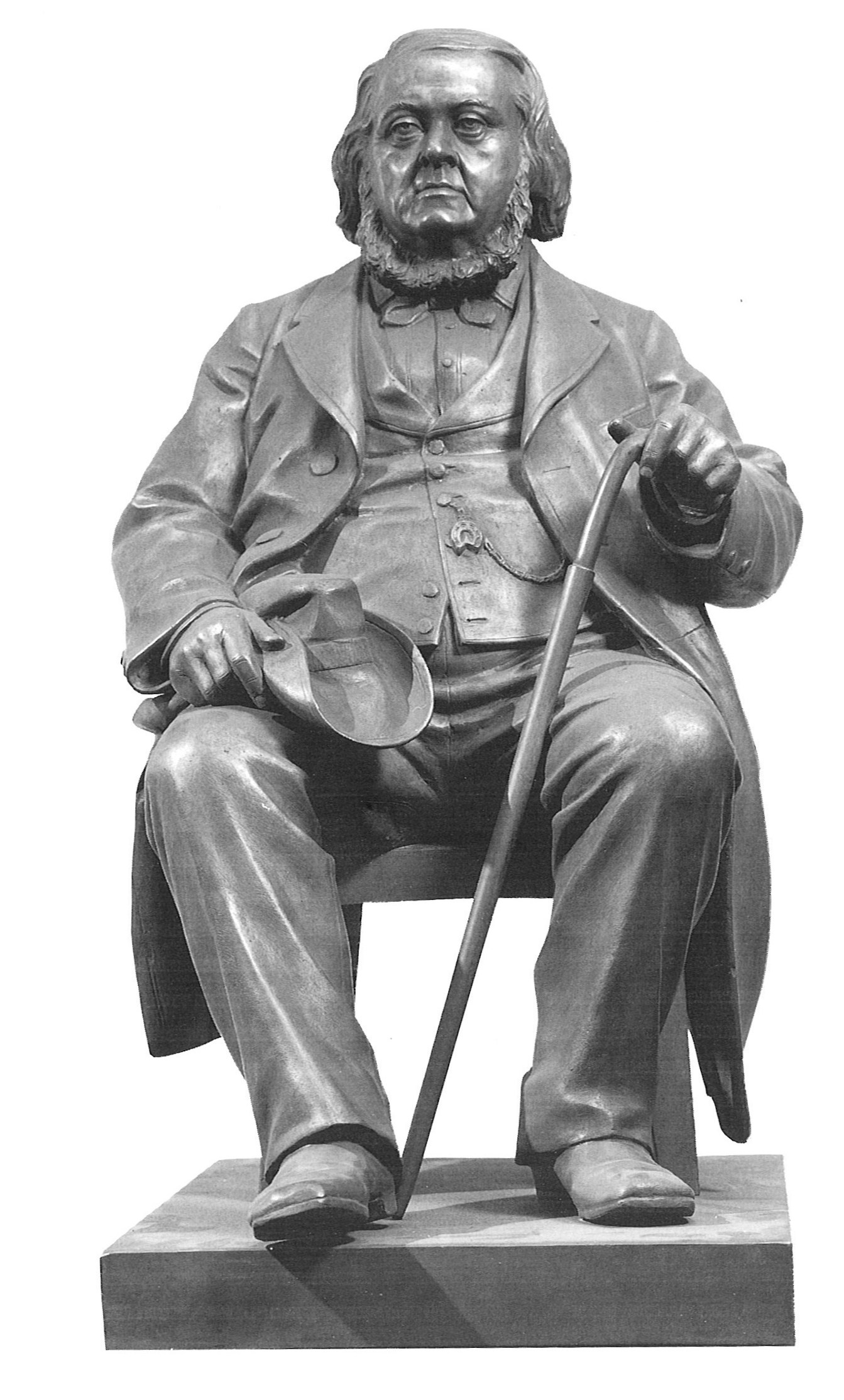
Скульптура Асб'єрнсена Петера Крістена Асб'єрнсена: Бринюлф Берґлієн, 1885

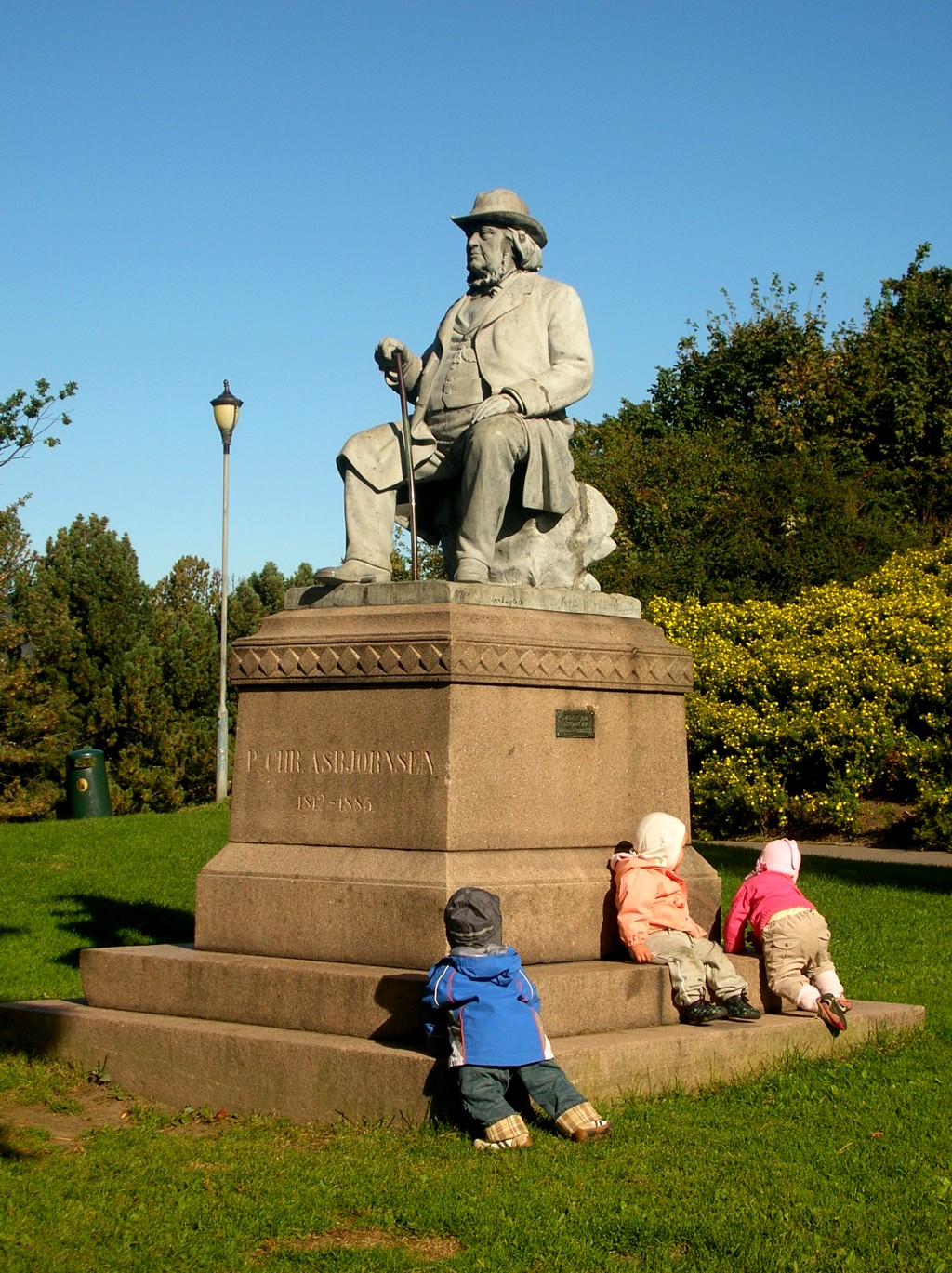
Пам'ятник Петеру Крістену Асб'єрнсену в Парку святого Ханшауґена

## Батько
Петер Крістен Асб'єрнсен народився в сім'ї Андреаса Асб'єрнсена. Його батько був склярем та спеціалістом із виготовлення інструментів, а також інспектором водогону в Християнії (нині Осло). Пізніше він став одним із засновників Королівського товариства «На благо Норвегії». Андреас Асб'єрнсен був однією з тих приватних осіб, які пожертвували найбільшу кількість грошей на заснування університету на норвезькій землі. Королівський університет Фредеріка (нині — Університет Осло) був заснований 1811 року саме завдяки пожертвуванням Андреаса Асб'єрнсена та інших благодійників.
Андреас Асб'єрнсен володів великим будинком, у якому й виріс Петер. Однак Андреас Асб'єрнсен втратив значну частину свого майна через фінансову кризу. Він мусив продати дім та перебратися до іншого будинку.

## Асб'єрнсен і Му. Фольклористична діяльність
Петер мало цікавився шкільними предметами, тому був відрахований із навчального закладу та направлений до Нодерхова для здобуття атестата зрілості. Тут він подружився з Єрґеном Му, за давнім звичаєм хлопці змішали кров і поклялися бути побратимами.
Надалі ця дружба зазнала серйозних випробувань, оскільки Асб'єрнсену стали близькими погляди Чарлза Дарвіна, а до того ж він 40 років жив у фактичному шлюбі з Матільдою Андерссон, чого, звісно, не міг схвалювати теолог Му.
Серед спільних захоплень Асб'єрнсена і Му була усна народна творчість. Вони почали записувати народні легенди, казки й перекази, спочатку кожен робив це сам по собі. Перший фольклорний запис належить Асб'єрнсену і датується 1833 роком. 1837 року товариші розробили план створення першої збірки фольклору. Поштовхом до цього стало, очевидно, зібрання казок братів Грімм, з яким Му познайомився 1836 року. Асб'єрнсен наполіг на тому, щоб казки були записані якомога ближче до усної народної традиції.
В кінці 1841 року вийшла друком перша збірка «Норвезьких народних казок», зібраних Асб'єрнсеном і Му. Протягом наступних трьох років з'явилися ще три збірки казок. Вони мали великий розголос. Зібрання Асб'єрнсена і Му отримало як прихильні, так і критичні відгуки. Критики звертали увагу на відсутність його наукової складової. Цей недолік виправлено у виданні 1852 року, яке було доповнене аналізом варіантів сюжетів із різних регіонів Норвегії та інших європейських країн.
Зрештою, саме зібрання народних казок принесло славу Асб'єрнсену і Му. 1879 року побачило світ перше ілюстроване видання норвезьких казок, зібраних фольклористами. Ілюстрації до казок у різний час створювали визначні скандинавські митці, серед яких Теодор Кіттельсен, Ганс Фредрік Ґуде, Пер Крог, Ейліф Петерсен, Альф Рольфсен, Генрік С'єренсен, Ерік Вереншьоль та ін..
1845 року побачив світ перша збірка «Норвезьких казок та народних легенд» (альтернативні варіанти перекладу — «Норвезькі казки про нечисту силу та народні сказання», «Норвезькі казки про хульдр та народні перекази») (норв. Norske huldreeventyr og folkesagn), опублікований Асб'єрнсеном самостійно. Друга збірка вийшла 1848 року.

## Природознавець
Інтереси Асб'єрнсена не обмежувалися фольклористикою. Він також захоплювався океанологією, вивчав лісівництво в німецькому Тарандті, був одним із перших у Норвегії лісівників та фахівців із видобутку торфу.
Протягом 1838—1849 років науковець видав шість томів «Природничої історії для юнацтва» (норв. Naturhistorie for Ungdommen).
У 1850-ті роки Асб'єрнсен виявив у Гардангер-фіорді невідому науці величезну морську зірку розміром 60 сантиметрів у діаметрі. Він назвав її Brisinga endecacnemos на честь намиста Брисінґів, яке, згідно з давнім міфом, гноми віддали богині Фреї. Ця зірка є представником родини Брісінґідів.
З 1858 до 1876 року Асб'єрнсен був Головним лісничим Норвегії, а з 1864 року поєднував цю посаду з посадою Головного державного інспектора торф'яників.
.

## Кулінар
1864 року в Християнії вийшла книга Асб'єрнсена-кулінара «Розумне куховарство» (норв. Fornuftigt Madstel). Автор випустив її під псевдонімом «Клеменс Боніфаціус». Згодом вона була перекладена данською та шведською мовами. Вона спричинила так звану «велику битву за кашу». Дебати стосувалися оптимального способу приготування каші. Асб'єрнсен стверджував, що домішувати сухе борошно в готову кашу, як це роблять норвезькі селянки, неправильно і небезпечно для здоров'я, оскільки людський шлунок не зможе повністю його перетравити. Натомість суспільствознавець і культуролог Ейлерт Сундт заперечив йому, зазначивши, що народний спосіб приготування каші має глибокі традиції, яких і слід дотримуватися. Прихильники були як в Асб'єрнсена, так і в Сундта. На сторінках преси точилися бурхливі суперечки щодо того, як правильно готувати кашу. Лише згодом з'ясувалося, що рацію все ж мав Ейлерт Сундт.

## Цікаві факти
- портрет Петера Крістена Асб'єрнсена зображений на норвезькій купюрі вартістю 50 крон[14];
- Асб'єрнсен і Му зображені на норвезькій поштовій марці 2012 року, яку було випущено до 200-літнього ювілею від дня народження науковця[15].

## Переклади українською
- Петер Крістен Асбйорнсен. Королівські зайці: казка. Переказ з норвезької: Л. Письменна; малюнки: І. Вишинський. Київ: Веселка, 1982, 32 стор.
- Королівські зайці / пер. з англ. та нім., [передм.] М. Гординської ; обкл. М. Шутурми. — Львів: Апріорі, 2020. — 149, [1] с. : іл. — (Літературна скарбничка).